# Rhipidia ugra
Rhipidia ugra är en tvåvingeart som först beskrevs av Alexander 1965.  Rhipidia ugra ingår i släktet Rhipidia och familjen småharkrankar. Inga underarter finns listade i Catalogue of Life.